# Basler Rezepte
Bei den sogenannten Basler Rezepten (BR) handelt es sich um drei medizinische Prosatexte innerhalb des Korpus der althochdeutschen Literatur aus dem 8. Jahrhundert. Zwei davon gelten als die ältesten zusammenhängenden Texte in deutscher Sprache. Die mischsprachigen Texte aus lateinischen Phrasen enthalten 160 und 70 volkssprachige Wörter in Althochdeutsch, ostfränkisch-bairischem Dialekt und mit angelsächsischen Einflüssen.
Überliefert sind die BR durch eine Sammelhandschrift (Isidor: ‚De ordine creaturarum‘) ursprünglich aus dem Schreibort Fulda des 8. bis 9. Jahrhunderts, die sich heute im Besitz der Universitätsbibliothek Basel (F III 15a) befindet. Die BR finden sich in der zweizeiligen 32 Blatt umfassenden Handschrift auf dem Blatt 17r, die von drei Händen – dem Schriftbild nach angelsächsischer Herkunft – eingetragen wurden. In der Neuzeit erstmals herausgegeben wurden die Rezepte 1834.
Inhaltlich werden drei Rezepturen gegen unterschiedliche Erkrankungen gelistet. Bei der ersten Rezeptur in lateinischer Sprache handelt es sich nach der Forschung entweder um ein Fiebersenkungsmittel oder um ein Antiepileptikum. Bei dem folgenden Rezept in althochdeutscher Sprache (ostfränkisch mit bairischem Einschlag) handelt es sich im Prinzip um dasselbe Rezept mit einigen Abweichungen und Erweiterungen (verdoppelter Textumfang). Diesem folgt das dritte, kürzeste, althochdeutsche („angelsächsisch-bairische“) Rezept gegen Hautgeschwüre (Titel: uuidhar cancur). Für dieses Rezept wird im Unterschied zu den vorhergehenden eine veterinärmedizinische Anwendung für Pferde gesehen.